# مونيكا ديكنز
مونيكا ديكنز (بالإنجليزية: Monica Dickens) (10 مايو 1915، لندن في المملكة المتحدة - 25 ديسمبر 1992، ريدنغ في المملكة المتحدة)؛ كاتِبة مُتخصِّصة في أدب الأطفال، صحفية وروائية بريطانية.

## روابط خارجية
- مونيكا ديكنز على موقع IMDb (الإنجليزية)
- مونيكا ديكنز على موقع قاعدة بيانات الفيلم (الإنجليزية)